# Fedor Nazarov
Fedor (Fedya) L'vovich Nazarov (em russo:  Фёдор (Фе́дя) Льво́вич Наза́ров; 1967) é um matemático russo que trabalha nos Estados Unidos.
Fedor Nazarov obteve um doutorado em 1993, orientado por Victor Havin. Recebeu o Prêmio Salem de 1999.
É desde 2011 full professor da Universidade de Kent (Estados Unidos).
Foi palestrante convidado do Congresso Internacional de Matemáticos em Hyderabad (2010).